# 엘머 플릭

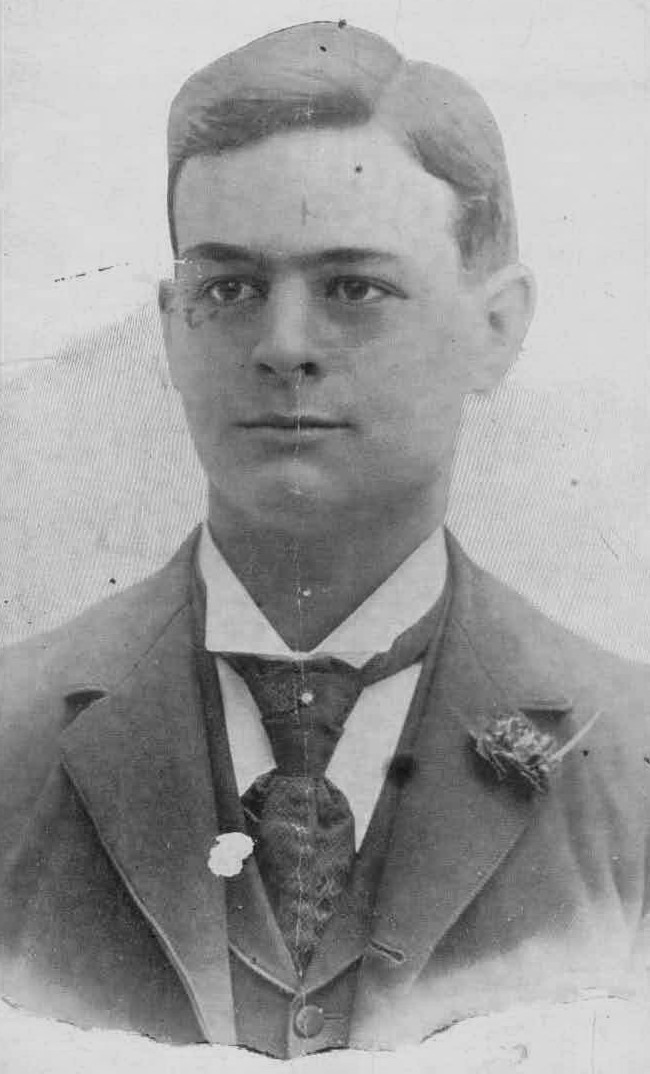
1899년 플릭

엘머 플릭(Elmer Flick) 또는 엘머 해리슨 플릭(Elmer Harrison Flick, 1876년 1월 11일 ~ 1971년 1월 9일)은 미국의 프로 야구 외야수로, 1898년부터 1910년까지 필라델피아 필리스, 필라델피아 애슬레틱스, 클리블랜드 브롱코스/냅스에서 메이저 리그 베이스볼 선수로 활약했다. 통산 1,483경기에서 플릭은 .313의 타율을 기록했으며, 164개의 3루타, 1,752개의 안타, 330개의 도루, 756개의 타점(RBI)을 기록했다. 그는 1963년에 미국 야구 명예의 전당에 헌액되었다.
플릭은 세미프로 야구에서 선수 생활을 시작했으며, 2년 동안 마이너 리그 베이스볼에서 뛰었다. 그는 필리스의 감독인 조지 스탤링스의 눈에 띄어 백업 외야수로 계약했다. 플릭은 1898년 다른 선수의 부상으로 은퇴하면서 주전으로 출전하게 되었다. 그는 주전으로서 뛰어난 활약을 펼쳤다. 1902년에 플릭은 애슬레틱스로 이적했지만, 법원 명령으로 펜실베이니아주에서 뛰는 것이 금지되었다. 그는 냅스에 합류하여 위장병으로 단축된 남은 메이저 리그 경력을 계속했다.
플릭은 주로 뛰어난 타격과 스피드로 알려져 있었다. 그는 1900년 내셔널 리그에서 타점 부문 1위를 차지했으며, 1904년과 1906년에는 아메리칸 리그에서 도루 부문 1위를, 1905년에는 타율 부문 1위를 차지했다.

## 어린 시절
플릭은 1876년 1월 11일, 재커리(Zachary)와 메리(Mary) 플릭 부부의 다섯 자녀 중 셋째로 오하이오주 베드포드에 있는 가족 농장에서 태어났다. 그의 아버지는 남북 전쟁에 참전했던 농부이자 기계공이었다. 플릭은 베드포드 고등학교에 다녔으며, 그곳에서 학교 야구팀의 포수로 뛰었다. 그는 또한 미식축구를 하고, 레슬링을 하며, 권투도 했다.
플릭은 우연히 세미프로 야구에 입문했다. 15세 때, 그는 지역 야구팀이 원정 경기를 떠나는 것을 응원하기 위해 기차역에 있었다. 팀 선수 중 8명만이 역에 나타나자, 플릭은 팀과 함께 여행에 참가하도록 영입되었다. 플릭은 유니폼이나 신발이 없었지만, 더블헤더 두 경기 모두에서 좋은 타격을 보여주었지만 베드포드는 두 경기 모두 졌다. 그는 베드포드 팀에 정기적으로 합류했으며, 십대 내내 세미프로 야구를 계속했다.

## 프로 경력

### 마이너 리그 베이스볼
1896년, 인터스테이트 리그의 영스타운 퍼들러스의 감독이 플릭과 계약했다. 팀에 주전 포수가 있었기 때문에 플릭은 외야에서 뛰었고, 그 포지션을 배우는 데 어려움을 겪었다. 31경기에서 플릭은 .826의 수비율을 기록했다. 그러나 플릭은 공격적으로는 강한 활약을 펼쳤다. 아버지의 선반을 사용하여 플릭은 자신만의 야구 방망이를 만들었고, 그 방망이로 .438의 타율을 기록했다.
그 다음 해, 플릭은 역시 인터스테이트 리그의 데이턴 올드 솔저스에서 주전 좌익수로 뛰었다. 그의 수비는 .921의 수비율을 기록하며 향상되었고, 타율은 .386을 기록했다. 그는 또한 20개의 3루타와 295개의 총 루타로 리그를 이끌었다.

### 메이저 리그 베이스볼
내셔널 리그(NL)의 필라델피아 필리스 감독인 조지 스탤링스는 플릭이 데이턴에서 뛰는 동안 그를 주목했다. 스탤링스는 1898 시즌에 백업 외야수로 활약할 플릭과 필리스의 계약을 체결했다. 주전 외야수 샘 톰프슨이 6경기 만에 허리 부상을 입어 스탤링스는 플릭을 기용할 수밖에 없었다. 데뷔전에서 플릭은 프레드 클로베단즈를 상대로 2타수 2안타 2단타를 기록했다. 톰프슨은 잠시 팀에 복귀했지만, 허리 부상이 재발하여 5월에 은퇴를 선언했고, 플릭은 정기적으로 출전할 수 있게 되었다. 플릭은 빅리그에서 유능한 선수임을 입증하며 타율 .302, 8개의 홈런, 13개의 3루타, 81개의 타점(RBI)을 기록했다. 1899 시즌에는 타율 .342, 98개의 득점, 98개의 타점을 기록했다. 그러나 8월에 심각한 무릎 부상을 입었고, 너무 빨리 경기에 복귀하면서 무릎 부상이 재발했다.
1900년 시즌을 앞두고, 필라델피아의 스타 선수인 냅 라조이와 에드 델라한티는 팀과의 계약 갱신을 미루고 있었다. 팀의 다른 선수들도 불만을 품고 있었다. 아메리칸 어소시에이션 부활에 대한 이야기가 돌면서, 플릭과 다른 몇몇 선수들은 다음 해에 팀으로 돌아가지 않는 것에 대해 이야기하기 시작했다. 필라델피아 인콰이어러는 플릭의 아버지가 클리블랜드에서 의자 사업을 하고 있으며, 플릭이 그 사업을 돕는 데 필요할 수도 있다고 보도했다. 플릭은 시즌 시작 전에 계약 연장에 동의했다.

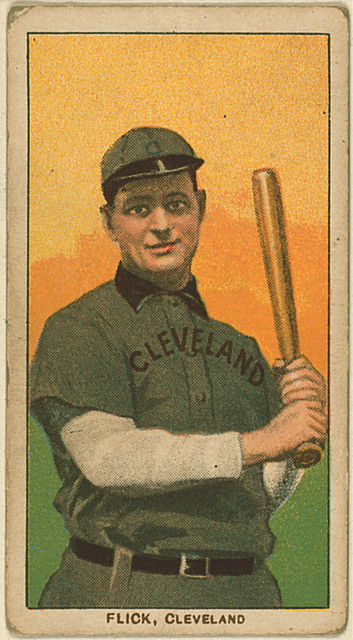
1909년 클리블랜드 냅스 소속 플릭의 야구 카드.

그 해, 그는 110개의 타점으로 내셔널 리그를 이끌었다. 그는 타율 .367, 장타율 .545, 11개의 홈런, 59개의 장타, 297개의 총 루타로 내셔널 리그 2위를 차지했다. 그는 또한 라조이와 주먹다짐을 벌였는데, 이로 인해 라조이는 엄지손가락 골절로 5주 동안 결장했다. 타율 경쟁은 시즌 막판까지 이어졌다. 타이틀을 차지한 호너스 와그너는 나중에 이렇게 말했다. "많은 감격을 느꼈지만, 1900년에 엘머 플릭과 시즌 마지막 날까지 싸워 타이틀을 차지했을 때보다 더 행복했던 적은 없다고 생각한다."
플릭은 1901년 시즌 이후 아메리칸 리그 (AL)로 이적한 많은 내셔널 리그 스타 선수 중 한 명으로, 동네 라이벌인 필라델피아 애슬레틱스에서 뛰었다. 플릭은 애슬레틱스에서 11경기를 뛰었다. 그 후 필리스는 펜실베이니아주 대법원으로부터 필리스와 계약한 어떤 선수도 다른 팀에서 뛰는 것을 금지하는 명령을 받아냈다. 이 명령은 라조이, 빌 베른하르트, 칙 프레이저만을 지목했지만, 플릭에게도 적용되었다. 이에 대한 대안으로 플릭과 동료 라조이는 클리블랜드 냅스와 계약했는데, 펜실베이니아주의 명령은 오하이오주에서는 시행될 수 없었기 때문이다. 두 선수는 다음 해 동안 동료들과 따로 여행하며 소환장을 피하기 위해 펜실베이니아주에는 발을 들이지 않았다. 플릭은 나머지 선수 생활을 클리블랜드에서 보냈고, 계약 분쟁은 1903년 9월 내셔널 어그리먼트(National Agreement)로 리그 간의 평화가 이루어지면서 해결되었다.
1902년 7월 6일, 플릭은 한 경기에서 3개의 3루타를 쳤다. 1900년부터 2010년 사이에 49명의 선수가 이 기록을 달성했다. 1904년 초, 플릭은 클리블랜드와 2,500달러($72,009 현재 달러 가치)에 재계약하는 것을 원하지 않았다. 플릭의 농장 한 모퉁이를 가로지르는 철도를 건설할 계획이 진행 중이었고, 플릭은 자신의 말들을 건설팀에 고용하기를 희망했다. "7월 4일 이후에는 농장 일이 진행되어 독립 리그에 상당한 관심을 기울일 수 있을 것"이라고 그는 말했다.
플릭은 1904년 시즌에 클리블랜드로 복귀했다. 그 해, 플릭은 팀 동료 해리 베이와 함께 38개의 도루로 리그 공동 1위를 차지했다. 플릭은 1905년 시즌에 타율 .308로 아메리칸 리그 타격왕이 되었다. 1968년 시즌에 .301의 타율로 타격왕을 차지한 칼 야스트렘스키만이 더 낮은 타율로 리그를 이끌었다. 플릭은 또한 1905년에 .462의 장타율과 18개의 3루타로 리그를 이끌었다. 그의 .383의 출루율은 톱시 하트셀 다음이었다. 1905년 한 경기에서 클리블랜드의 수비수들은 한 이닝에 7개의 실책을 저질렀지만, 플릭은 단 하나의 실책만을 기록했다.

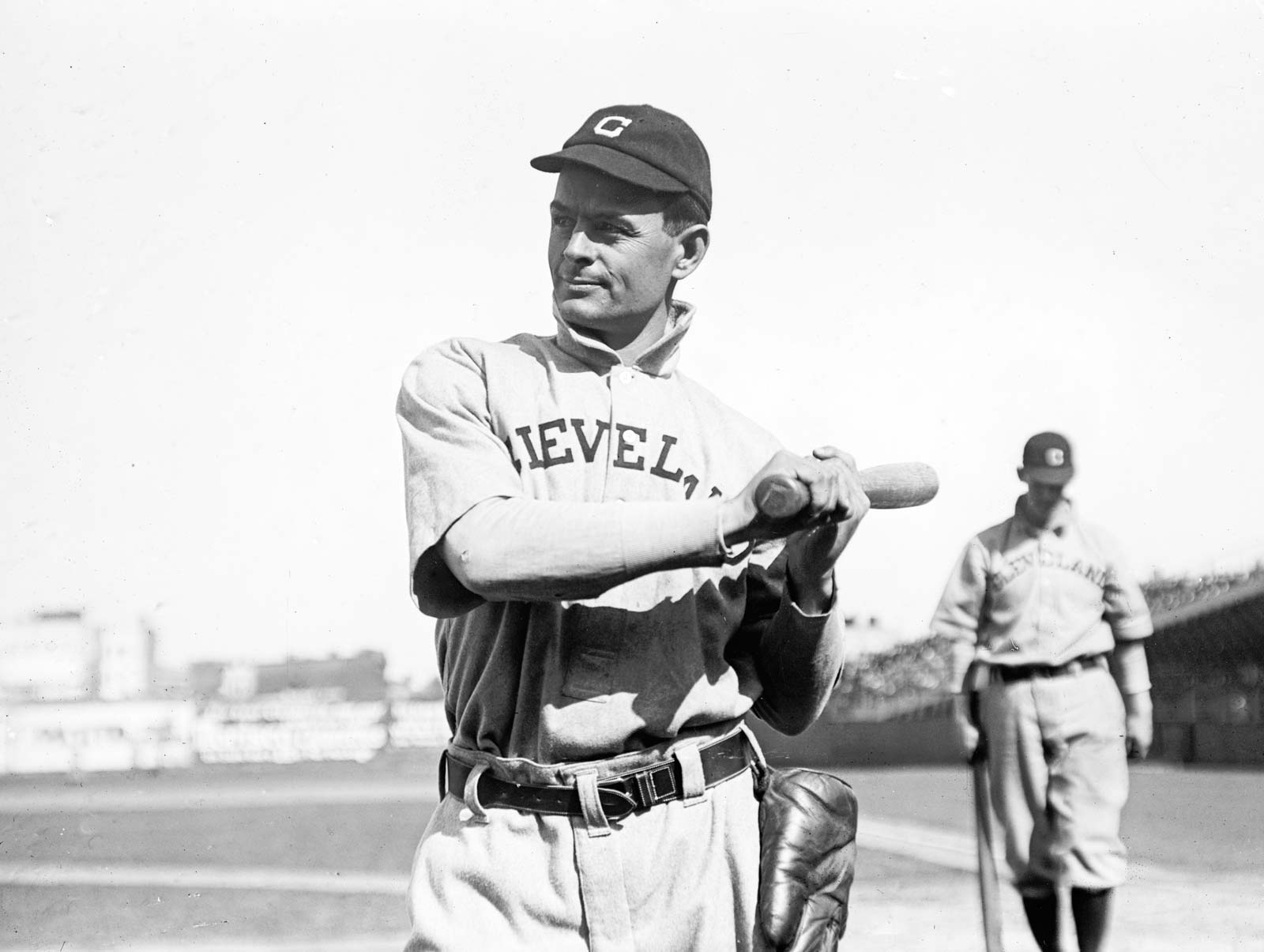
1910년 엘머 플릭

1906년 시즌, 플릭은 리그 최다인 157경기를 출전했다. 그는 700개의 타석, 624개의 타수, 98개의 득점, 22개의 3루타, 39개의 도루(존 앤더슨과 동률)로 리그를 이끌었다. 그러나 플릭은 "팀에 불만이 있는 것으로 알려져" 있었고, 냅스는 그를 디트로이트 타이거스로 보내 매티 매킨타이어와 트레이드하는 것을 고려했다. 1907년 시즌을 앞두고, 냅스는 플릭을 21세의 타이 콥과 교환하는 타이거스와의 트레이드를 거절했다. 타이거스의 감독인 휴이 제닝스는 콥의 거친 행동에 지쳐 있었다. 냅스는 콥과의 교환에도 불구하고 플릭과 헤어지기를 거부했다. 그들은 벙크 콩갈턴을 제안했지만, 타이거스는 거절했다. 플릭은 버티고 있었지만 제안된 트레이드 며칠 후에 계약했다. 콥이 거의 트레이드될 뻔한 후, 제닝스는 콥과 다른 디트로이트 선수들 간의 어려운 관계를 회복하려고 시도했다. "콥은 너무 좋은 타자라서 약간의 외교술로 선수들을 화합시킬 수 있다면 놓아줄 수 없다"고 제닝스는 말했다. 1907년 시즌, 플릭은 다시 18개의 3루타로 리그를 이끌었다.
그러나 야구는 플릭에게 부담이 되었다. 1907년 시즌을 앞두고, 그는 다른 사업 기회를 추구하기 위해 은퇴를 고려했다. 1908년까지 그는 위장 문제가 생겼다. 클리블랜드 관계자들은 처음에는 이 병이 플릭의 과식과 관련이 있다고 말했다. 그 해 그는 "기차병"을 호소하며 훈련 캠프를 떠나 클리블랜드로 돌아왔다. 그는 1908년 시즌의 대부분을 결장했으며, 단 9경기만 출전했다. 그는 1909년 시즌 초반에도 결장했는데, 의사가 플릭에게 충수 제거 수술을 권했기 때문이다. 당시 130 파운드 (59 kg)의 체중이었던 플릭은 당시 상당한 위험이 따르던 수술 결과에 대한 두려움을 느꼈다. 그는 충수를 그대로 둔 채 66경기에 출전하여 타율 .255를 기록했다. 1910년 시즌에는 24경기에 더 출전한 후 다시 위장병으로 결장했다.
냅스는 트레이드로 애슬레틱스에서 조 잭슨을 영입하여 플릭 대신 라인업에 넣었다. 1910년 7월, 냅스는 플릭을 아메리칸 어소시에이션의 캔자스시티 블루스에 팔았지만, 플릭이 캔자스시티에 합류하기를 거부하여 거래가 취소되었다.

### 후기 경력
1911년, 플릭은 선수 생활을 계속하려고 했다. 그를 영입하려는 메이저리그 팀을 찾을 수 없자, 그는 마이너리그로 돌아왔다. 아메리칸 어소시에이션의 톨레도 머드 헨스가 그를 클리블랜드에서 영입했다. 플릭은 1911년과 1912년에 톨레도에서 뛰었다. 그는 1911년 시즌에 타율 .326, 1912년 시즌에 타율 .262를 기록했지만, 장타력은 좋지 않았다. 머드 헨스는 1912년 시즌이 끝날 때 그를 방출했다. 그는 톨레도에서 방출된 후 프로 야구에서 은퇴했다. 그러나 1914년에는 베드포드의 지역 아마추어 팀에서 2루수로 잠시 뛰었다.
플릭은 월드 시리즈에 출전하지 않고 은퇴했다.

## 후기 삶
베드포드로 돌아온 플릭은 사냥을 하고, 말을 키우고, 건물을 지으며, 부동산 판매에 관여했다. 그는 또한 클리블랜드의 스카우트로 활동했다. 1970년까지 살아남은 19세기 야구 선수 중 플릭을 포함하여 단 네 명만이 살아 있었다. 만년에도 플릭은 팬들의 사인 요청에 계속 응했다. 장수에 자부심을 느꼈던 플릭은 종종 서명 위나 아래에 날짜와 나이를 기재하여 사인을 완성했다.
플릭은 로사 엘라(Rosa Ella, 결혼 전 성은 게이츠)와 결혼했다. 부부 사이에는 다섯 딸이 있었다. 플릭은 1971년 1월 9일, 95번째 생일을 이틀 앞두고 고향인 베드포드에서 울혈성 심부전으로 사망했다. 그는 또한 균상식육종으로 고통받고 있었다.

## 영예
1961년 콥이 사망했을 때, 그에 대한 기사들은 클리블랜드와 디트로이트 간의 트레이드 시도를 언급했는데, 이는 플릭에 대한 관심을 다시 불러일으켰다. 플릭은 1963년에 베테랑 위원회(VC)에 의해 만장일치로 선출되어 미국 야구 명예의 전당에 헌액되었다. 브랜치 리키로부터 선출되었다는 전화를 받았을 때, 플릭은 처음에는 리키를 믿지 않았다. 그는 자신이 당시 선출 대상자로 고려되고 있다는 사실조차 몰랐다고 말했다. 플릭의 가족은 그에게 전화가 실제라는 것을 설득해야 했다. 그는 명예의 전당 역사상 가장 나이가 많은 생존 헌액자였다. 헌액식에서 87세의 플릭은 "오늘은 제 생애 최고의 날입니다. 제가 어떤 기분인지 설명할 말을 찾을 수가 없네요."라고 말했다.
그의 헌액 이후, 작가들은 플릭의 명예의 전당 회원 자격의 유효성에 의문을 제기했다. 제임스 베일은 플릭과 다른 세 명의 명예의 전당 헌액자들을 "지금까지 가장 의심스러운 VC 선택"이라고 평가했다. 데이비드 플라이츠는 리키가 베테랑 위원회에 미친 영향이 플릭의 선출로 이어졌다고 썼는데, 리키가 플릭의 경기를 본 유일한 위원회 위원이었기 때문이다. 작가 로버트 E. 켈리는 플릭의 경력이 상대적으로 짧았고, 플릭 시대의 더 강력한 후보들(예: 셰리 매기)은 헌액되지 않았다는 점을 지적했다.
플릭은 1977년 그레이터 클리블랜드 스포츠 명예의 전당에, 1987년에는 오하이오 야구 명예의 전당에 헌액되었다. 플릭의 동상이 베드포드에 세워졌는데, 기부금으로 조성되어 2013년 9월에 최종적으로 헌정되었다. 마이크 하그로브가 헌정식에 참석한 야구 인사 중 한 명이었다.

## 같이 보기
- 메이저 리그 베이스볼 통산 3루타 리더 목록
- 메이저 리그 베이스볼 통산 도루 리더 목록
- 메이저 리그 베이스볼 타격왕 목록
- 메이저 리그 베이스볼 연간 타점 리더 목록
- 메이저 리그 베이스볼 연간 득점 리더 목록
- 메이저 리그 베이스볼 연간 도루 리더 목록
- 메이저 리그 베이스볼 연간 3루타 리더 목록